# Lycoteuthidae
A Lycoteuthidae az oegopsidák egyik családja, így az állatok közül puhatestűek törzsének fejlábúak osztályába tartozik. A kalmárok rendjén belül négy genus tartozik ide, amik két alcsaládot alkotnak.
Az Oegopsidák világítószervei mindig zártak, ellentétben a Sepiaceák világítószerveivel, amelyek mindig nyitottak, és a világítóanyagot mikroorganizmusok termelik. A zárt világítószerv legfontosabb alkotórésze az úgynevezett világítótest, amely sajátos sejtekből vagy több magvú sejtekből (sincytium) áll. Ezenkívül még különböző járulékos szervek egészítik ki. Ilyen például a pigmentburok, a fényt visszaverő réteg (reflektor), esetleg még a fény irányát befolyásoló szervek, amelyek a világítótest, valamint a pigmentburok között helyezkednek el, és végül a sejtekből felépülő lencse. A világítószervek különböző fényét sajátos színsejtek okozzák, amelyek a lencsében vagy a fényvisszaverő rétegben helyezkednek el. Ismerünk olyan világítószerveket is, amelyeket szükség szerint be- vagy kikapcsolhat, más világítószerveknek pedig színe változtatható. A fajon belül a világítószervek meghatározott, szabályszerű rendben oszlanak el a testen. Nyilvánvaló hogy ennek is van bizonyos jelentősége, bár egyelőre ezt még nem tudjuk. A mélytengeri állatok gyakran világítószerveikkel csalogatják magukhoz zsákmányukat, és bizonyára fogókarokon lévő világítószervekkel is ugyanez a helyzet. Azt is megfigyelték már, hogy a fajok egyedei fényjeleket is váltanak egymással, ezek esetenként úszó rajok összetartását vagy pedig a hím és a nőstény egymásra találását biztosítják. A Lampadiotheuthis megaleia fajnak is számos világítószerve van. Rendkívül sok, több mint 90 világítószerve van az előző két említett fajjal azonos területről származó Nematolompas regalis nevű fejlábúnak. E kicsiny állatok néhány karjának külső része fonálszerűen meghosszabbodott. Ezeken teljesen eltűntek a tapadókorongok.

## Rendszertani besorolásuk
A családba az alábbi alcsaládok, nemek és fajok tartoznak:
- Lycoteuthinae alcsalád
  - Lycoteuthis
  - Nematolampas
    - Nematolampas regalis
    - Nematolampas venezuelensis

  - Selenoteuthis
    - Selenoteuthis scintillans

- Lampadioteuthinae alcsalád
  - Lampadiotheuthis
    - Lampadioteuthis megaleia